# St. Peter und Paul (Buxheim)

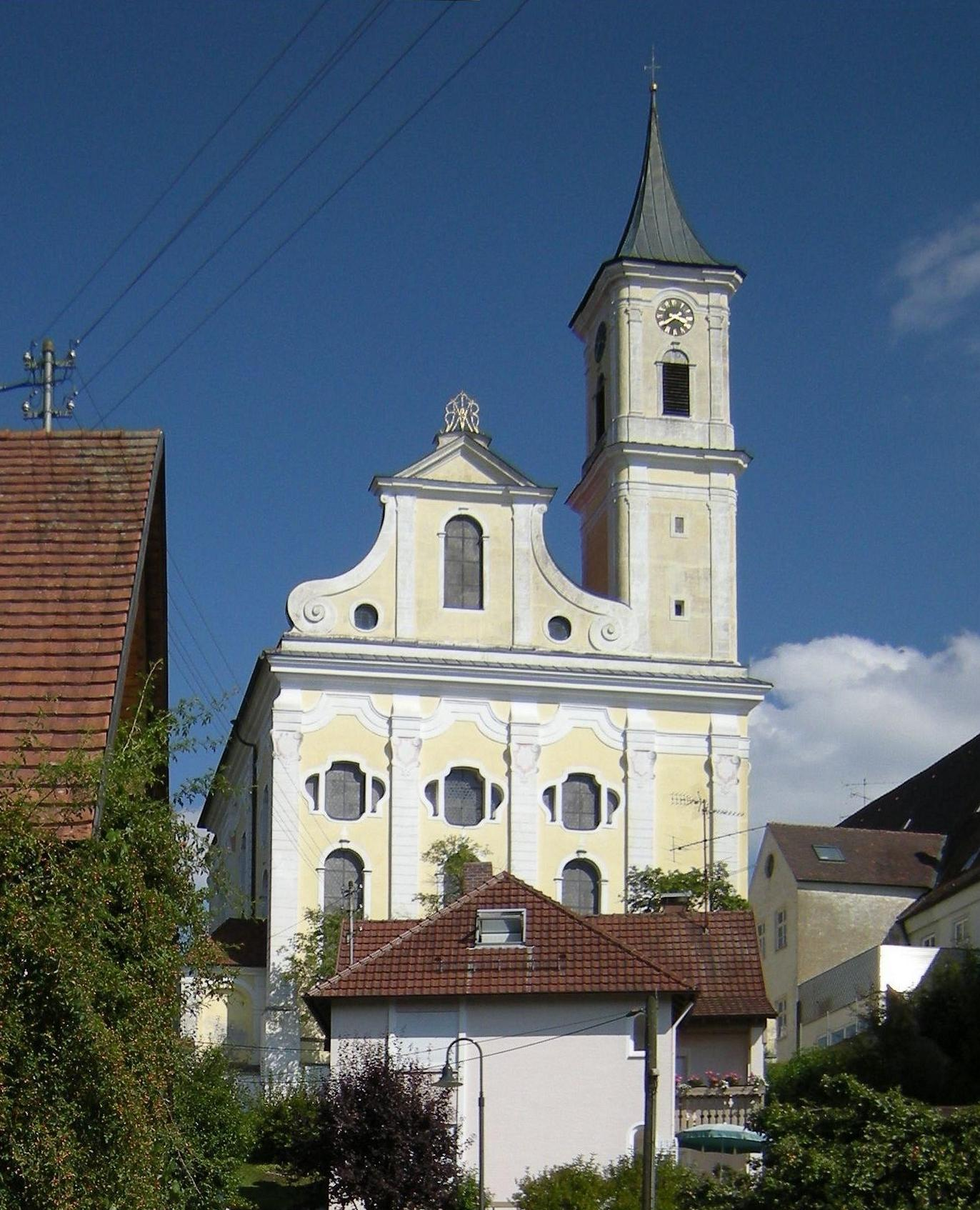
Kirche St. Peter und Paul in Buxheim

Die katholische Pfarrkirche St. Peter und Paul befindet sich in Buxheim im Landkreis Unterallgäu (Bayern). Die Kirche steht unter Denkmalschutz.

## Geschichte
Die Kirche wurde im Jahr 1727 von Dominikus Zimmermann errichtet und im Jahr 1729 geweiht. Der Vorgängerbau an gleicher Stelle wurde 1725 abgerissen. 1954 wurde die Kirche restauriert.

## Baubeschreibung

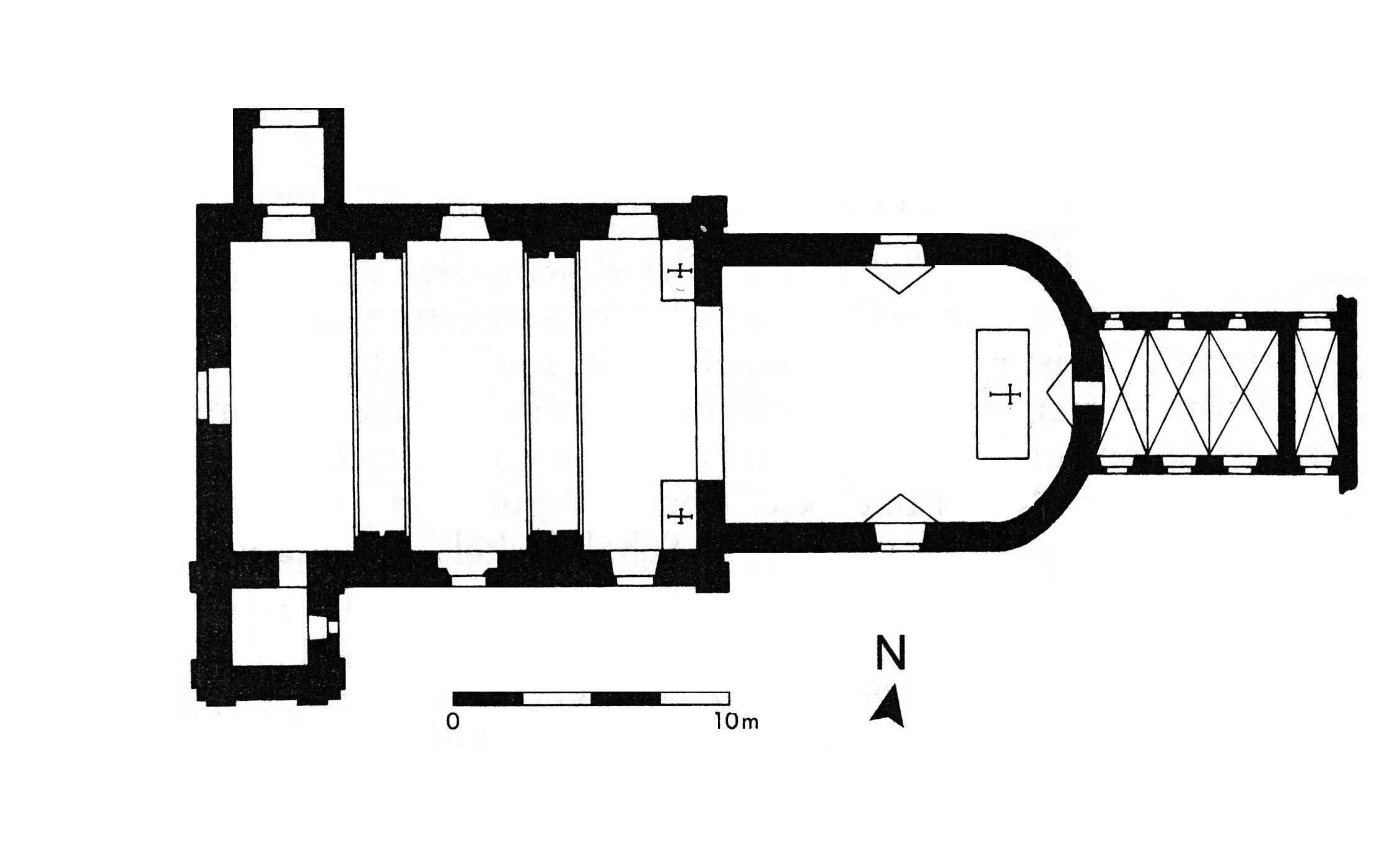
Grundriss von St. Peter und Paul

Das Langhaus besteht aus drei Achsen und besitzt ein Tonnengewölbe. Breite Gurtbogen im Langhaus ruhen auf breiten Wandpfeilern, die mit Pilasterpaaren besetzt sind. An der Westseite ist eine zweigeschossige Empore angebracht. Der eingezogene Chor mit halbrundem Schluss schließt sich mit einem gedrückten Chorbogen an das Langhaus an. Er trägt ein Tonnengewölbe mit Stichkappen und besteht aus einer Fensterachse. Chor und Langhaus haben hohe rundbogige Fenster, darüber befinden sich dreiteilige geschwungene Breitfenster. Außen ist das Langhaus durch Pilaster gegliedert. Ein leicht geschwungenes Lisenenband fasst die Pilaster anstelle eines Architravs zusammen. Die ebenfalls durch Pilaster gegliederte Westfassade wird von einem Volutengiebel abgeschlossen. Der quadratische, durch kräftige Gesimse dreigeteilte Kirchturm befindet sich an der Südwestecke des Langhauses und ist ebenfalls durch Pilaster gegliedert. Das Turmuntergeschoss reicht bis zur Traufe des Langhauses. Die oberen Turmgeschosse haben abnehmende Höhen. Die Ecken der Obergeschosse sind abgerundet. Im obersten Turmgeschoss befinden sich rundbogige Klangfenster. Der Pyramidenhelm stammt vermutlich aus dem 19. Jahrhundert. Am westlichen Ende des Langhauses befindet sich ein Vorzeichen. Es ist mit einem Walmdach gedeckt und in Richtung Norden korbbogig geöffnet. Rundbogige, von Pilastern flankierte Blenden befinden sich an den Seitenwänden des Vorzeichens. Die Sakristei ist ein längsrechteckiger Anbau am Chorscheitel und hat ein Kreuzgratgewölbe mit drei Jochen.

## Ausstattung

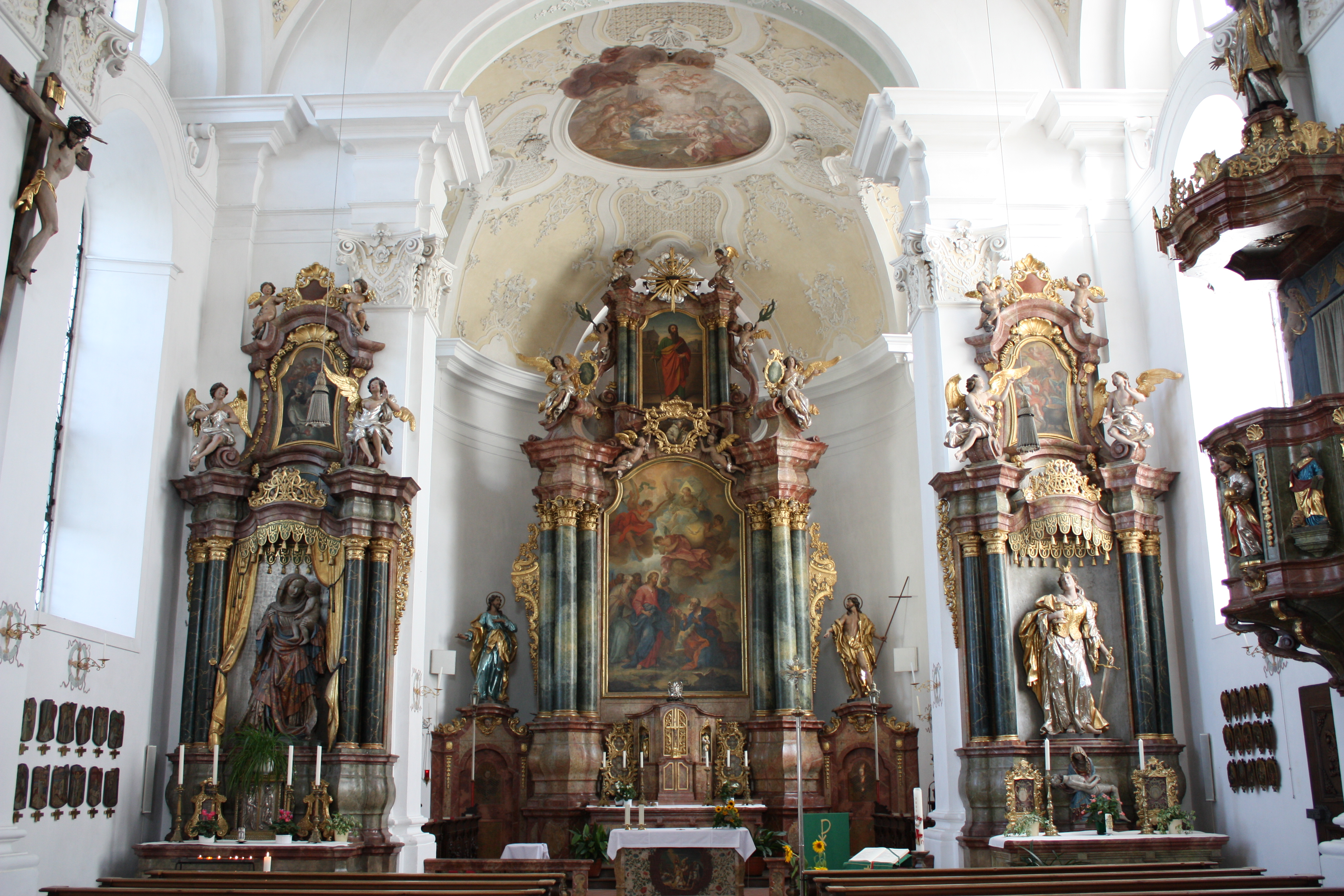
Innenansicht

### Hochaltar
Der Hochaltar, als marmorierter Holzaufbau mit vergoldetem Dekor, wurde 1727 nach einem Entwurf von Gabriel Weiß geschaffen. Jeweils drei Freisäulen flankieren das Altarblatt mit der Darstellung der Schlüsselübergabe an den Apostel Petrus. Das Gemälde ist bezeichnet mit „Franz Georg Hörmann invenit et pinxit“. Zu beiden Seiten des Hochaltares befinden sich rundbogige Durchgänge und darüber überlebensgroße Figuren der Heiligen Joseph und Johannes der Täufer. Die Figuren stammen von Anton Sturm. Zwei Engel tragen über dem Altarblatt eine Kartusche mit einem Bildnis des Heiligen Bruno. Im Auszug des Hochaltares befindet sich ein von jeweils zwei Freisäulen flankiertes modernes Bild, das vom Herzen Jesu in der Glorie bekrönt und zu beiden Seiten von je einem Putto angebetet wird. Engel und Putten werden Johann Georg Reusch zugeschrieben. Mensa und Tabernakel sind modern.

### Seitenaltäre
Die beiden Seitenaltäre wurden wie der Hochaltar, 1727 nach einem Entwurf von Gabriel Weiß gefertigt und sind marmorierte Holzaufbauten. Beide bestehen aus einem Nischenaufbau mit leicht vorgeschwungenem Baldachin. Die Nischen sind von gestaffelten Freisäulen flankiert. Der linke Seitenaltar besitzt eine gebauchte Mensa. In der Nische befindet sich eine gefasste Terrakottafigur mit der Darstellung einer stehenden Maria mit Kind. Die Figur wurde um 1420 vermutlich in Augsburg geschaffen und entstammt der gleichen Werkstatt wie die Tonmadonna von St. Peter in Augsburg. Im Auszugsbild über der Terrakottafigur befindet sich ein Gemälde mit der Rosenkranzspende an die Heiligen Dominikus und Katharina von Siena. Der rechte Seitenaltar enthält eine gefasste Holzfigur der Heiligen Barbara und stammt von Anton Sturm. Im Auszug darüber befindet sich ein Bild mit den Heiligen Sebastian und Vitus. Die Putten und Engel auf beiden Seitenaltären werden wie am Hochaltar Johann Georg Reusch zugeschrieben.

### Deckengemälde

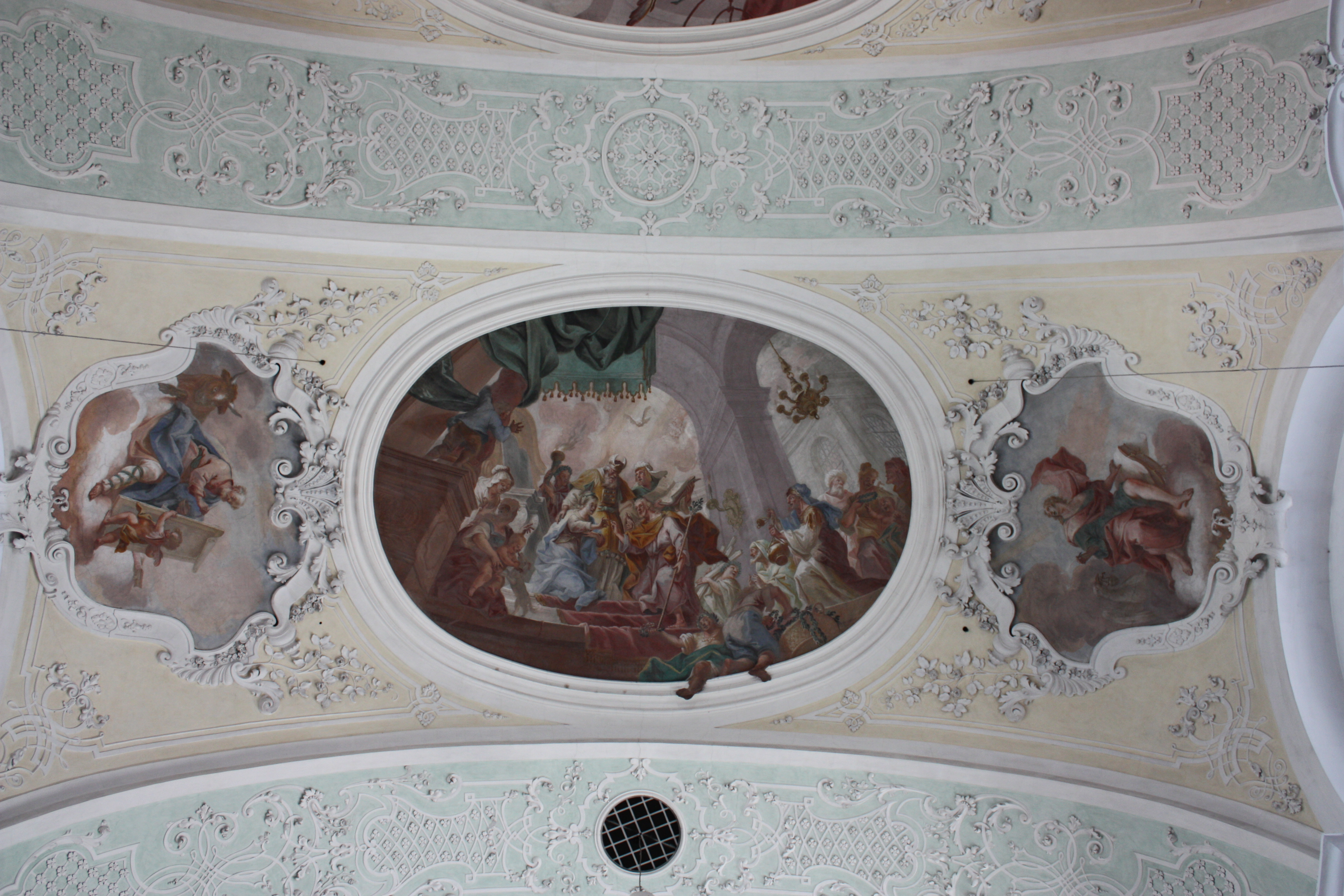
Vermählung Mariä mit Josef; außen die Evangelisten Lukas und Johannes

Die Fresken stammen alle von Franz Georg Hermann aus dem Jahr 1727. Das Fresko im Chor zeigt die Anbetung der Hirten. Im Langhaus befinden sich, beginnend im Westen, die folgenden Darstellungen: Im ersten Joch lehrt die Heilige Anna ihre Tochter Maria. Bezeichnet ist das Fresko mit „Georg Hermann 1727“. In den Nebenfeldern sind David und die Opferung Isaaks durch Abraham zu sehen. Im zweiten Joch ist die Vermählung Mariä dargestellt, in den Nebenfeldern befinden sich Bilder der Evangelisten Johannes und Lukas. Das dritte Joch zeigt im Hauptfeld die Verkündigung Mariä; in den Nebenfeldern sind die Evangelisten Matthäus und Markus zu sehen.

### Stuck
Der Bandelwerkstuck stammt von Dominikus Zimmermann. Oberhalb des Chorbogens befindet sich das Wappen der Kartause Buxheim.

### Kanzel

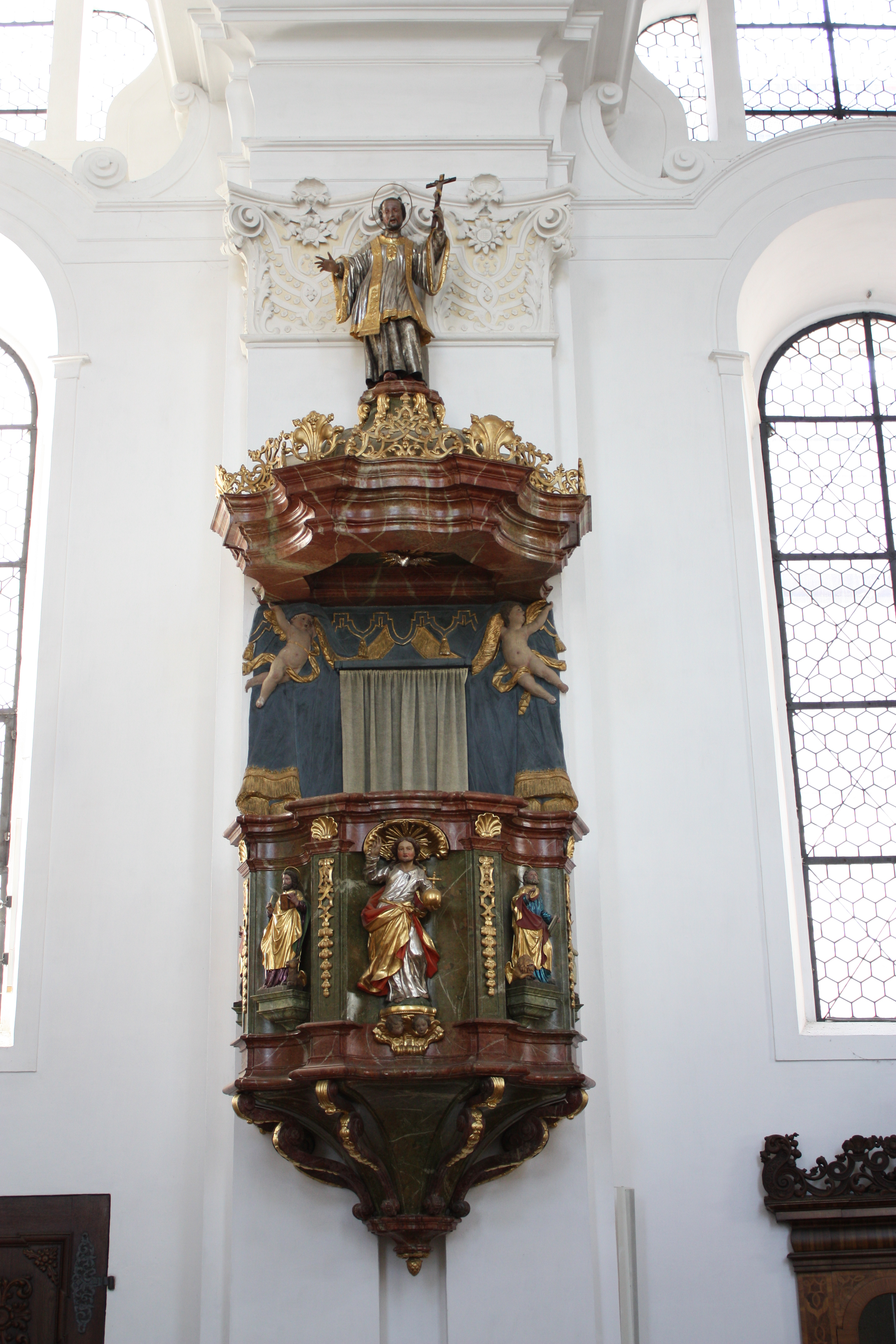
Kanzel, ca. 1727

Die Figuren der 1727 geschaffenen Kanzel stammen von Johann Georg Reusch. Die Kanzel besteht aus einem marmorierten Holzaufbau mit vergoldetem Dekor. Der Korb hat fünf konkave Seiten. An der Stirnseite befindet sich die Figur des Salvator mundi, flankiert von Figuren der Evangelisten. Auf dem Schalldeckel ist eine Figur des heiligen Franz Xaver angebracht.

### Taufbecken
Das Taufbecken aus Sandstein stammt vermutlich aus dem 16. Jahrhundert. Der gebauchte Pfeiler trägt das geriefelte Taufbecken, das von einem geschwungenen Holzdeckel abgeschlossen ist.

### Gestühl
Das Chorgestühl aus Eichenholz stammt aus der Zeit um 1700. Jede Reihe besteht aus acht Stallen. Die Vorderbrüstungen und Dorsalien sind durch Pilaster gegliedert. Blattwerkmotive und Engelsköpfe befinden sich in den Feldern der Vorderbrüstungen. Das schlichte Kindergestühl ist ebenfalls aus Eichenholz gefertigt und stammt aus der ersten Hälfte des 18. Jahrhunderts, ebenso wie das Laiengestühl mit Eichenholzwangen.

### Beichtstuhl
Der Beichtstuhl auf der Südseite des Langhauses stammt aus der Zeit um 1730, der auf der Nordseite ist modern. Beide sind aus Nußbaum gefertigt. Die Mittelteile sind nach vorn gezogen. In flachen Vorlagen befinden sich Bandelwerkeinlagen. Bekrönt sind die Beichtstühle von Blattwerkschnitzerei.

### Blechschilder und Prozessionsstange
Insgesamt befinden sich 30 Blechschilder für Bruderschaftsstangen in der Kirche. Die eine Hälfte stammt aus der ersten Hälfte des 18. Jahrhunderts, die andere aus der Mitte des 18. Jahrhunderts. Bemalt sind diese mit Darstellungen aus dem neuen Testament. Die Prozessionsstange trägt eine, aus dem 18. Jahrhundert stammende, kleine gefasste Holzfigur des hl. Sebastian.

### Holzfiguren
In der Kirche befinden sich mehrere gefasste Holzfiguren. Aus der zweiten Hälfte des 18. Jahrhunderts stammt die kleine Pietà. Um 1720 wurde die kleine Figur des Heiligen Laurentius geschaffen und aus dem 18. Jahrhundert stammt die kleine Figur des Heiligen Sebastian. Anton Sturm schuf 1732 den Kruzifixus. Aus dem frühen 18. Jahrhundert stammt das Kruzifix mit Maria und Johannes in der Sakristei.

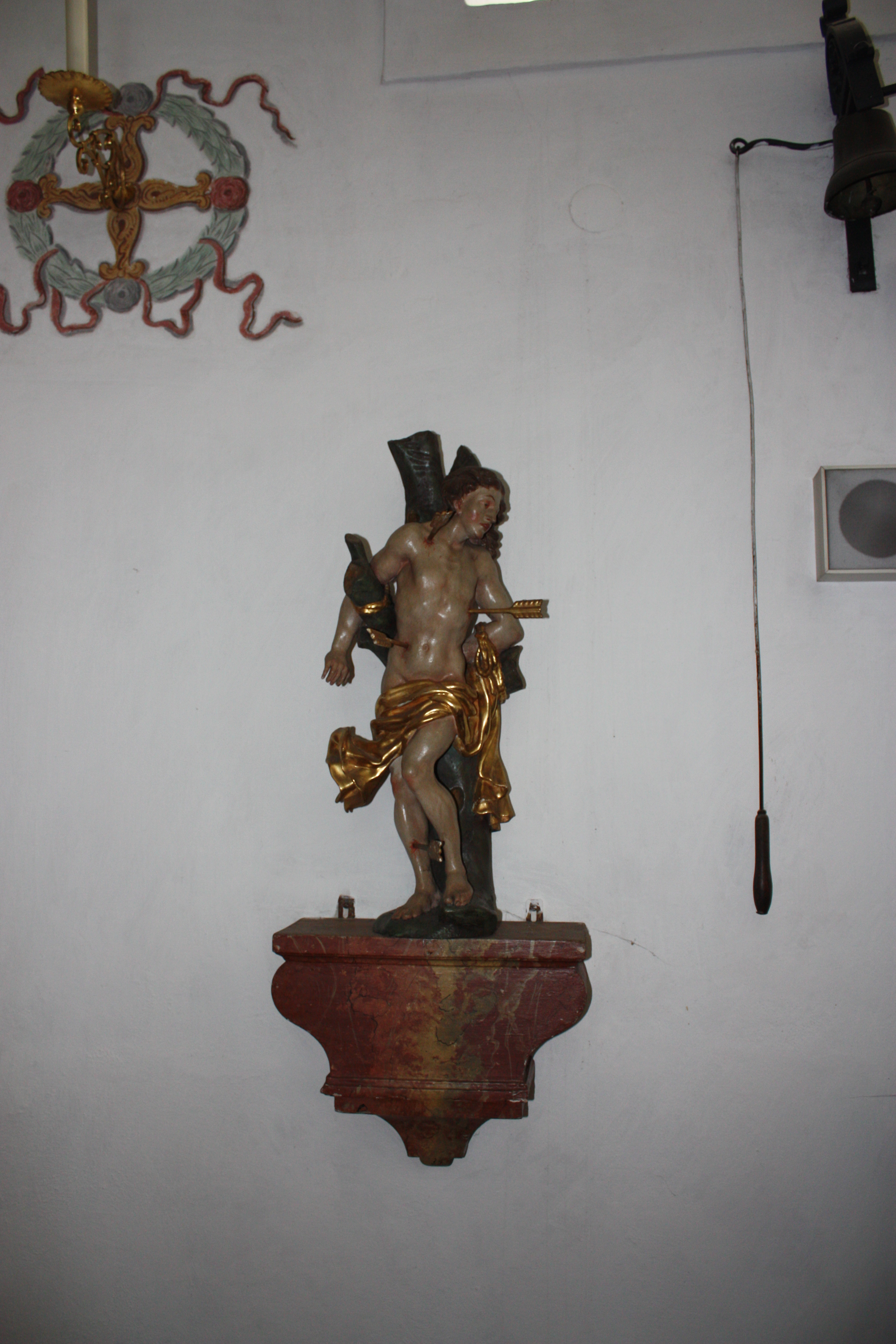
Heiliger Sebastian, 18. Jahrhundert
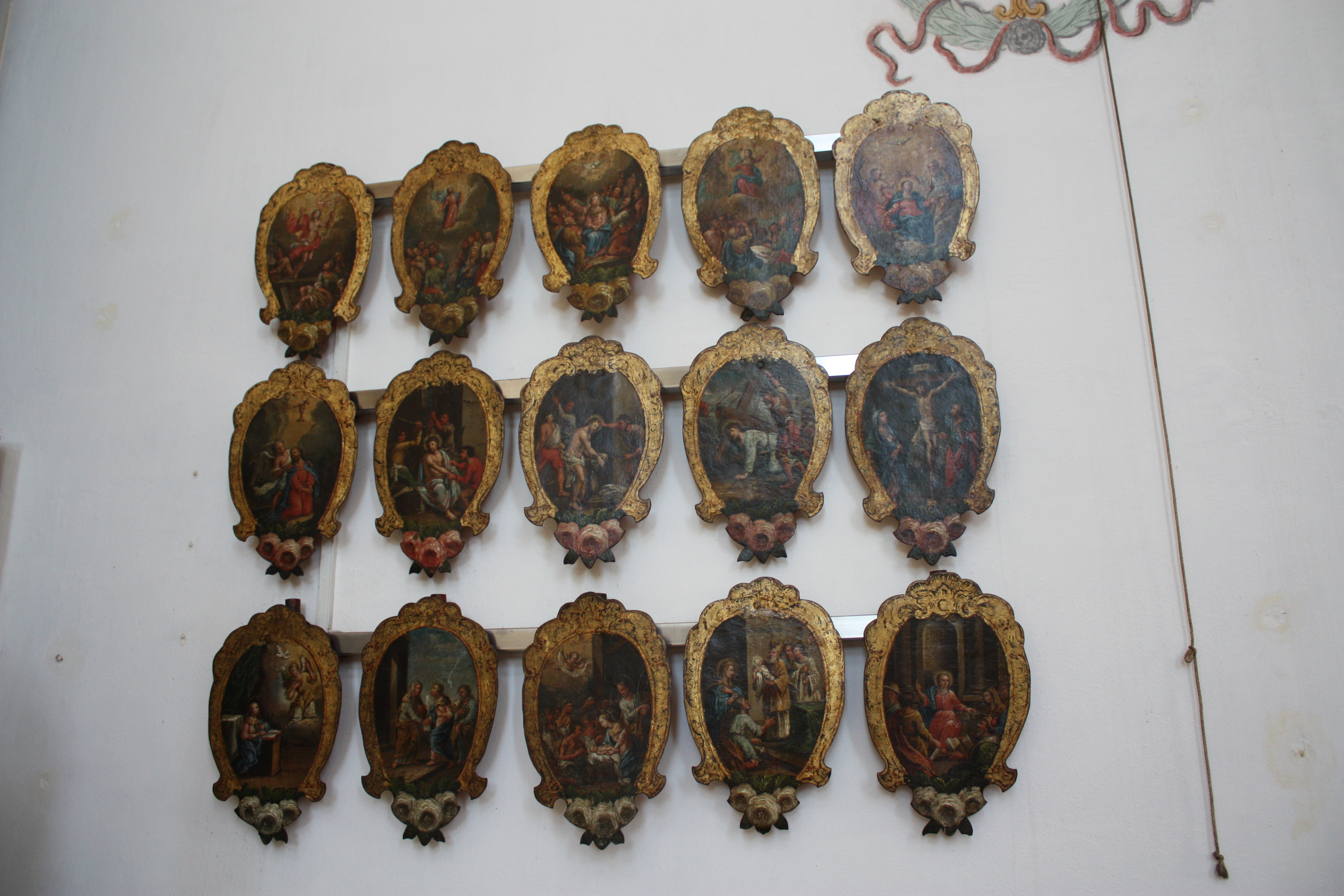
Blechschilder für Bruderschaftsstangen, 18. Jahrhundert
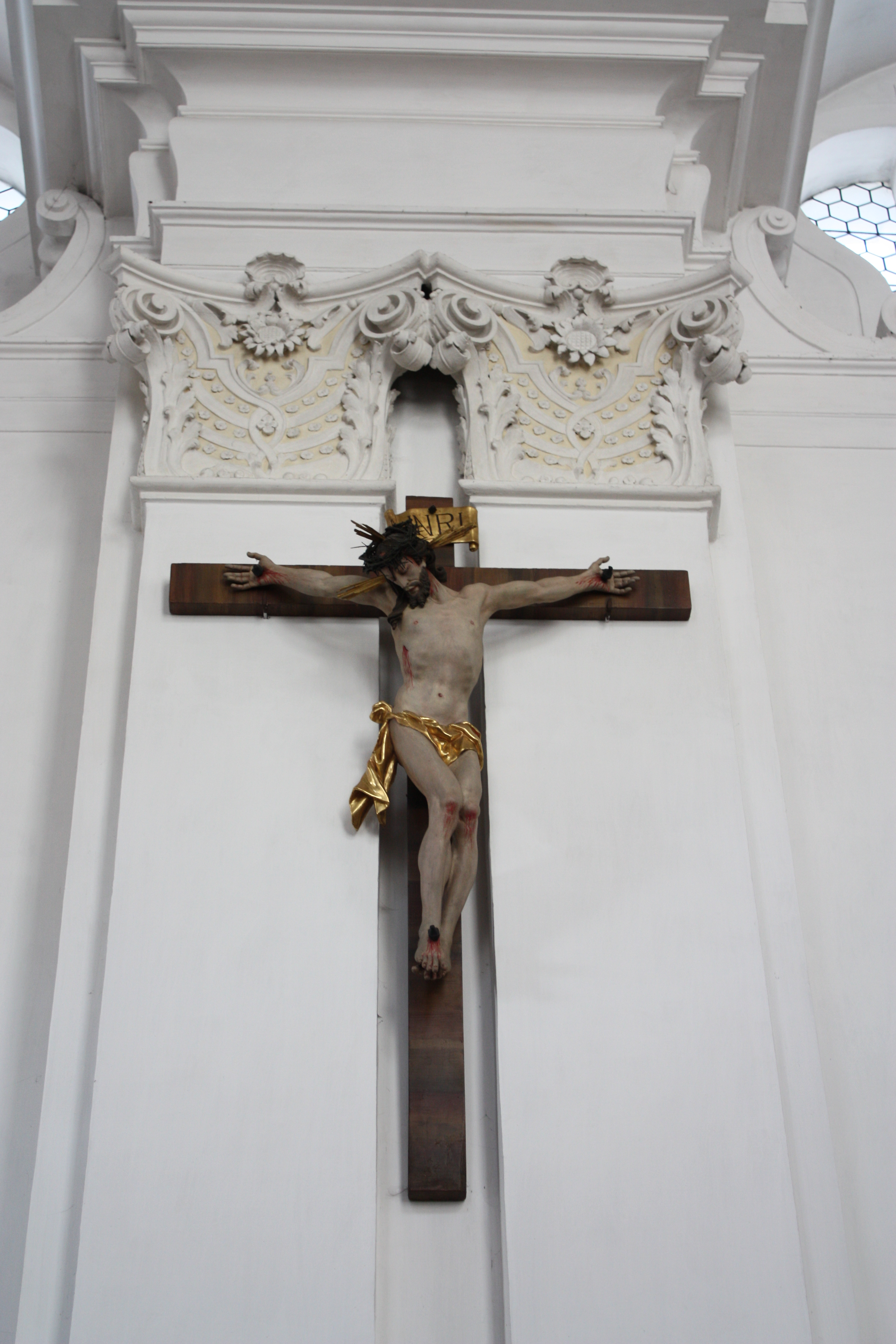
Kruzifixus von Anton Sturm, 1732